# Daniel Paiola
Daniel Paiola (4 de mayo de 1989) es un deportista brasileño que compitió en bádminton, en las modalidades individual y dobles. Ganó dos medallas en los Juegos Panamericanos, bronce en 2011 y plata en 2015.

## Palmarés internacional
| Juegos Panamericanos | Juegos Panamericanos | Juegos Panamericanos | Juegos Panamericanos |
| Año                  | Lugar                | Medalla              | Prueba               |
| -------------------- | -------------------- | -------------------- | -------------------- |
| 2011                 | Guadalajara (México) | Medalla de bronce    | Individual           |
| 2015                 | Toronto (Canadá)     | Medalla de plata     | Dobles               |